# Военная психиатрия
Вое́нная психиатри́я — раздел психиатрии и военной медицины, изучающий особенности клиники и динамики психических нарушений у военнослужащих в мирное и военное время, причины и условия их возникновения, методы терапии и профилактики, разрабатывающий критерии военно-врачебной экспертизы при медицинском освидетельствовании военнослужащих с психическими расстройствами.
Важными направлениями исследований в рамках военной психиатрии являются организация психогигиенической и психопрофилактической работы в войсках, совершенствование организационных форм психиатрической помощи и табельного оснащения военных лечебных учреждений соответствующего профиля, изучение величины и структуры санитарных потерь психиатрического профиля в военное время и оказания медицинской помощи этой категории военнослужащих.

## История

### Европа
Первые исторические свидетельства о психических расстройствах у солдат можно найти у Геродота. Описывая Марафонскую битву в 490 г. до н.э., Геродот рассказывает об афинском солдате, который ослеп, увидев смерть стоявшего за ним воина. Тот же историк сообщает, что в битве при Фермопилах (480 г. до н.э.) спартанский полководец Леонид I бросил свои войска, посчитав их «душевно истощенными» после предыдущего сражения. Отдельные описания можно встретить и в «Илиаде» Гомера.
Несмотря на разнообразие и широкую распространённость, психические заболевания военнослужащих вошли в сферу медицинских исследований лишь в конце XVII века под названием «швейцарская болезнь». Это заболевание было характерно для молодых испанских и швейцарских солдат, насильно завербованных в наёмные отряды; в 1688 году Йоганн Хофер описал его как «ностальгию», характеризующуюся «меланхолией, постоянными мыслями о доме, бессонницей, слабостью, потерей аппетита, беспокойством, учащенным сердцебиением, ступором и лихорадкой». В книге Леопольда Ауэнбруггера «Inventum Novum», вышедшей в 1761 году, содержится следующее описание «ностальгии». Он описывает таких пациентов как «исполненных печали, вздохов и стонов, немых, вялых, ищущих уединения и предающихся тягостным размышлениям», связывая это заболевание с потерей надежды на возвращение домой. Подобные клинические случаи отмечались в конце XVIII века и у Ричарда Хэмилтона. Дальнейшее развитие концепция «военной ностальгии» получила в трудах французских врачей наполеоновского периода. Они показали влияние культурных, социальных, климатических и военных факторов на возникновение этого страдания.
Начало XX века характеризовалось заметным увеличением масштабов военных действий и, как следствие, распространенностью боевой психической патологии. Каждая война характеризовалась особым и уникальным типом таких психических расстройств, как с точки зрения распространённости болезненных симптомов, так и их интерпретации. Англо-бурская война (1899—1902 гг.) характеризовалась массовым увольнением британских солдат с диагнозом «расстройства сердечной деятельности», что являлось следствием психических проблем. Впоследствии изменения в методах ведения боевых действий (затяжные походы с применением тяжелой артиллерии, так называемая «траншейная война») привели к увеличению числа «контуженных», что вместе с терминами «снарядный шок» и «траншейный невроз» фактически узаконило это понятие и сделало его синонимом тягот и психологических травм, связанных с ведением боевых действий. Первоначально это заболевание классифицировалось как одна из форм комоционного синдрома. Считалось, что заболевание вызывается именно контузией и воздействием токсических веществ от разорвавшихся снарядов. Однако последующие исследования показали, что подобные расстройства могут возникать и у солдат, не получивших контузии, и заболевание стало рассматриваться как «военный невроз». Комитет по предотвращению эпидемии военных неврозов, созданный в то время по инициативе лорда Саусборо, определил патологию как «эмоциональный шок», возникающий либо остро (у лиц с невропатической предрасположенностью), либо в результате «длительного перенапряжения и ужасающих условий» («финальное расстройство»), иногда вызванного незначительными внешними причинами. Также было указано, что состояние может быть вызвано незначительными внешними причинами. Однако взгляды на эту патологию были порой диаметрально противоположны – от мнения, что она является состоянием эмоциональной нестабильности в рамках неврозов, до её оценки как симуляции.

### Россия
Можно выделить пять основных этапов развития военной психиатрии в России:
- Докафедральный этап. Начало преподавания вопросов психиатрической экспертизы на кафедре судебной медицины Медико-хирургической академии и издание учебника судебной медицины с курсом «Душевные болезни в судебно-медицинском отношении» (Громов С. А., 1823). Организация первых психиатрических отделений при военных госпиталях (2-й военно-сухопутный госпиталь 1817 г.). С 1835 года систематическое преподавание душевных болезней в Медико-хирургической академии в курсе внутренних болезней (П. Д. Шипулинский). Организация самостоятельного курса душевных болезней (Мяновский О. И., 1842). Выполнение ряда диссертационных исследований, посвященных обзору зарубежных работ в области душевных болезней.

- С 1860 до 1900 г. — открытие кафедры душевных болезней Медико-хирургической академии. Создание научно-теоретической базы отечественной психиатрии (И. М. Балинский, И. П. Мержеевский). Создание системы оказания медицинской помощи раненым и больным психоневрологического профиля на театре военных действий (русско-японская война, 1905; первая мировая война, 1914). Выделение военной психиатрии в качестве самостоятельной науки (1909—1910 гг.). Внутридисциплинарная дифференциация учения о высшей нервной деятельности, становление нервных болезней, нейрохирургии, психотерапии, психологии (В. М. Бехтерев).

- Период до Великой Отечественной войны. Упразднение психиатрических отделений военных госпиталей (1922—1923 гг.). Разработка теоретических основ оказания психиатрической помощи в современной войне на кафедре психиатрии Военно-медицинской академии (В. П. Осипов).

- Великая Отечественная война (1941—1945) и послевоенные десятилетия. Создание и развитие гибкой системы оказания психиатрической помощи военнослужащим на поле боя и в психиатрических отделениях военных госпиталей в условиях боевых действий. Обобщение и изучение проблем оказания психиатрической помощи в крупномасштабной войне (в том числе с применением оружия массового поражения). Становление кафедры психиатрии Военно-медицинской академии в качестве единого научно-методического центра военной психиатрии.

- Современный этап. Развитие системы оказания психиатрической помощи в локальных войнах, вооруженных конфликтах, в зонах катастроф и стихийных бедствий. Разработка организационных основ психиатрической помощи и охраны психического здоровья военнослужащих в условиях реформирования Вооруженных сил. Совершенствование организационно-штатной структуры психиатрического обеспечения войск. Внедрение современных диагностических критериев военно-врачебной экспертизы психических расстройств.